# Lübecks voetbalkampioenschap 1910/11
In 1910/11 werd het derde Lübecks voetbalkampioenschap gespeeld, dat georganiseerd werd door de Noord-Duitse voetbalbond. De voorbije drie jaar hadden de clubs in de competitie van Kiel gespeeld, maar nu werd de competitie weer zelfstandig. Net als voorheen mocht de kampioen echter niet deelnemen aan de Noord-Duitse eindronde omdat de kampioen te licht werd bevonden.

## Eindstand
| Plaats | Club                 | Wed. | W | G | V | Saldo | Ptn |
| ------ | -------------------- | ---- | - | - | - | ----- | --- |
| 1.     | BC 03 Lübeck         | 4    | 3 | 1 | 0 | 8:2   | 7:1 |
| 2.     | Seminar FC 07 Lübeck | 4    | 2 | 1 | 1 | 12:3  | 5:3 |
| 3.     | SV 05 Lübeck         | 4    | 0 | 0 | 4 | 0:15  | 0:8 |

|  | Kampioen |